# Spasimo di Sicilia
Lo Spasimo di Sicilia či jen Lo Spasimo, italsky také Andata al Calvario, je obraz od italského malíře vrcholné renesance Raffaela Santiho z let 1515–1516, který se stal v 19. století součástí sbírek v madridském Museo del Prado.

## Popis
Námětem obrazu se stal pašijový motiv nesení kříže Ježíšem Kristem na své ukřižování ve chvíli, kdy pod jeho tíhou vysílený padl k zemi. Ruce k němu vztahuje smutkem zkroušená matka, Panna Marie omdlévající, v italštině zvaná „Lo Spasimo“. Toto vyobrazení bylo u renesančních autorů populární, ovšem v bibli pro takovou událost neexistuje žádný podklad. Výjev omdlévající Panny Marie přinesli až kazatelé v pozdním středověku a mystičtí autoři, když zkoumali její utrpení a podle nich měla omdlít třikrát. Poprvé právě během cesty na Kalvárii. Na Raphaelově obrazu je však míra utrpení Panny Marie zachycena pouze v nižší intenzitě pokleku, nikoli ve stavu často znázorňovaného omdlení.
Všechny emotivní výjevy a hlavní figury jsou soustředěny do dvou diagonál v popředí střetávající se v postavě Krista. Naopak zadní scenérie je minimalizována na nevýrazné skupiny osob a vztyčené kříže.
Muž nalevo vpředu připomína postavu z Raphaelovy malby Šalamounův soud, nacházející se v Raffaelových sálech vatikánského Apoštolského paláce, až na zrcadlové otočení. Šimon z Kyrény přispěchal pozvednout Kristův kříž a přísně hledí na stráže. V pravém dolním kvadrantu jsou vyobrazeny čtyři Marie a na každé straně kompozice dominují strážci sedící na koních.
Umělec dílo signoval na plochu spodního kamene obrazu jako RAPHAEL URBINAS.

## Historie obrazu
Malba byla u Raphaela zadána sicilským klášterem Santa Maria dello Spasimo, sídlícím v Palermu. Od jeho zkráceného pojmenování „Lo Spasimo“, respektive téhož názvu pro Pannu Marii omdlévající, je také odvozen jeden z názvů obrazu. Dílo vzniklo v Římě kolem roku 1517. Renesanční umělec a životopisec Giorgio Vasari popsal osud nové malby, která byla převážena do kláštera po moři. Loď podle Vasariho ztroskotala v bouři a celá posádka i s nákladem zmizely, vyjma Raphaelova obrazu, který jako zásahem Božím moře vyplavilo nepoškozené u janovských břehů. Palermští mniši po dílu pátrali a až díky intervenci papeže Lva X. jej měli získat převozem po souši. Již v roce 1517 malbu reprodukoval Agostino Veneziano.
V roce 1661 malbu odkoupil místokrál Ferrando de Fonseca, jménem španělského krále Filipa IV., který byl vášnivým sběratelem Raphaelova díla. Panovník obraz použil jako hlavní oltářní obraz v kapli pevnosti Real Alcázar de Madrid. Odtud byl zachráněn před ničivým požárem roku 1734, jenž pohltil pevnost. Mezi lety 1813–1822 se dílo ocitlo v Paříži, když se stalo součástí válečné kořisti Napoleonova španělského tažení. Ve francouzské metropoli došlo k jeho převedení ze dřeva na plátno, v té době často používané metodě. Následně byl obraz vrácen do Španělska, začleněn do královských sbírek a stále v 19. století přemístěn do madridského muzea Prado. Jeho restaurace proběhla v roce 2012.